# Brandon Routh
Brandon James Routh (Des Moines, Iowa; 9 de octubre de 1979) es un actor y exmodelo estadounidense. Creció en Iowa antes de mudarse a Los Ángeles para perseguir una carrera en la interpretación. Apareció en varias series de televisión a principios de la década de 2000, y en 2004 fue elegido para el rol principal en la película de 2006 Superman Returns. Interpretó a Ray Palmer en las series Arrow, The Flash y Legends of Tomorrow.

## Biografía

### Inicios
Routh, el tercero de cuatro hijos, nació en Des Moines, Iowa, hijo de Katie, una maestra, y Ron Routh, un carpintero. La hermana de Routh, Sara Routh, es una cantante. Brandon es mitad indígena  e inglés. Routh creció en Norwalk, Iowa, que estaba ubicada aproximadamente 100 millas al sur de Woolstock, el pueblo de nacimiento de George Reeves, el segundo actor en interpretar a Superman. Routh también era un fanático de las historietas y las películas de Superman.
Routh asistió a la Universidad de Iowa por un año, aspirando ser escritor. Routh ha afirmado que le han dicho que era muy parecido a Christopher Reeve, quien previamente había interpretado a Superman. Su antiguo mánager lo inscribió debido a la semejanza, asegurando que pensó que Routh sería elegido para interpretar a Superman si hubiera otra película en la serie.

### Carrera temprana
En 1999, Routh dejó la Universidad y se mudó a Nueva York y posteriormente a Los Ángeles, donde persiguió una carrera de actor a tiempo completo, primero apareciendo como un extra en el vídeo musical de Christina Aguilera, What a Girl Wants. Su primer rol regular fue en la corta serie de televisión de ABC en 1999, Odd Man Out. En 2000, tuvo un rol en la tercera temporada de la serie de televisión de MTV, Undressed. Routh posteriormente apareció en Gillmore Girls, y apareció regularmente en One Life to Live, interpretando a Seth Anderson, del 23 de mayo de 2001 hasta el 17 de abril de 2002.
Routh luego apareció en Cold Case, Will & Grace y Oliver Beene. Durante este tiempo, trabajó como camarero en un local popular en Hollywood, Lucky Strike Lanes, y compartió un apartamento con su hermana.

### Rol de Superman
Warner Bros. empezó a buscar un actor para relanzar la franquicia de Superman. Muchos actores fueron considerados, incluyendo a Nicolas Cage (quien en un punto había firmado para el papel) y Tom Welling, protagonista de Smallville. Cuando Bryan Singer fue elegido director, insistió en que un actor desconocido fuera elegido en el rol, en tradición de la elección del Superman más conocido de todos, Christopher Reeve.
Routh audicionó para el rol y fue descubierto por Singer después de ver la audición videograbada de Routh. Singer y Routh se conocieron el 13 de agosto de 2003, y Singer decidió elegirlo para el papel, aunque no se lo dijo a Routh hasta dos meses después. La elección de Routh fue anunciada en octubre del 2004, haciendo a Routh una "celebridad instantánea". La filmación de Superman Returns empezó en Australia el febrero de 2005. La película se estrenó en los Estados Unidos el 28 de junio de 2006. 
Routh ha comentado que temió que su actuación se pareciera a la de Christopher Reeve. Routh dice que espera que su actuación "le recuerde a la gente a Christopher Reeve mientras ven a un nuevo Superman". Las críticas de Routh son generalmente positivas, con Newsweek diciendo que "fácilmente se vuelve famoso con el legendario papel". Sin embargo, el crítico de películas Roger Ebert piensa que "Routh carece de carisma como Superman, y supongo que como Clark Kent se supone que no debe tenerla".
Routh firmó el aparecer en dos secuelas potenciales para la película, pero debido a los mediocres resultados de taquilla nunca ocurrió.
En la entrega de premios 2006 de Spike TV , Routh obtuvo el premio de "Mejor Superhéroe", como Superman en Superman Returns, superando entre otros, a Hugh Jackman como Wolverine.
En agosto de 2008, Warner Bros anunció oficialmente que tenía la intención de reiniciar la franquicia Superman. Routh todavía quiso repetir el papel, de acuerdo con el presidente de DC Comics Paul Levitz. En 2009, sin embargo, el contrato de Routh para interpretar el papel de Superman en otra película expiró, pero dice que le gustaría volver si tuviera la oportunidad. Sin embargo, el actor británico Henry Cavill fue elegido para interpretar a Superman en el reinicio de la serie, El hombre de acero

### Proyectos posteriores
Después del lanzamiento de Superman Returns , Routh se unió para interpretar al agente de la CIA John Clark en Without Remorse , bajo la dirección de John Singleton con un guion de Stuart Beattie. Routh sería el tercer actor en interpretar al personaje, después de Willem Dafoe y Liev Schreiber . La película estaba destinada a un lanzamiento a finales de 2007 / principios de 2008. Sin embargo, Paramount Pictures dio vuelta a la película. La participación futura de Routh en el proyecto es desconocida.
Routh apareció en la película de ensamble Life is Hot in Cracktown y en el drama independiente Fling (anteriormente titulado Lie to Me ), coprotagonizada por su esposa Courtney Ford.
Routh fue firmado para protagonizar The Informers (2009), una película basada en la novela de Bret Easton Ellis, con Kim Basinger, Amber Heard y Billy Bob Thornton, pero sus escenas terminaron en la decisión de eliminar el " vampiro "subtrama de la película por completo.
En Comic Con 2008, se reveló que Routh iba a tener un cameo en la comedia de Kevin Smith, Zack and Miri Make a Porno (en su lugar apareció como un personaje secundario, Bobby Long) y serviría como juez en el Comic Book de Platinum Studios 2008 desafío . Además, tiene un cameo en el que interpreta a sí mismo en la película de Bollywood Kambakkht Ishq.
En enero de 2009, Routh fue elegido oficialmente para interpretar a Todd Ingram en Scott Pilgrim vs. the World, dirigido por Edgar Wright, basado en la serie de Scott Pilgrim del artista canadiense Bryan Lee O'Malley . Su personaje es un bajista arrogante y narcisista que deriva poderes psíquicos de su estilo de vida vegano , y es el tercero de los siete Evil Exes con los que debe pelear el personaje principal.
Routh interpreta a Daniel Shaw en la temporada 3 de la serie de espías Chuck, en un papel de apoyo recurrente. Volvió a interpretar a este personaje en los shows de la quinta temporada.
Él interpretó al detective sobrenatural Dylan Dog en la película de 2011 Dylan Dog: Dead of Night. La película está basada en la serie de cómics italiana creada por Tiziano Sclavi.
El 22 de febrero de 2012, se anunció que Routh había sido elegido para David Kohan y Max Mutchnick (los creadores de Will & Grace ), el nuevo piloto de comedia multicámara de media hora de CBS , Partners . Jugó como el compañero estable de Michael Urie , junto a David Krumholtz y su coprotagonista de Table for Three , Sophia Bush . La serie fue cancelada después de que solo seis episodios habían salido al aire.
En 2013, Routh interpretó a David "Hesh" Walker en el videojuego Call of Duty: Ghosts. Routh ha aparecido desde entonces en un episodio de  The Millers y en varios episodios de Chosen y Enlisted en 2014.

### Arrowverse
El 7 de julio de 2014, se informó que Routh volvería a interpretar a un superhéroe para DC Comics como Ray Palmer/Atom en la serie Arrow de The CW's . Fue un personaje recurrente durante la tercera temporada, que se estrenó el 8 de octubre de 2014. 
En enero de 2015, el cocreador y productor ejecutivo de Arrow, Greg Berlanti, declaró que estaban en medio de conversaciones preliminares "muy tempranas" para una serie adicional centrada en Ray Palmer / The Atom. 
En febrero de 2015, se anunció que se estaba desarrollando un spin-off que sería coprotagonista de Routh como The Atom, junto con Arthur Darvill, Wentworth Miller, Victor Garber, Dominic Purcell y Caity Lotz. El programa, DC's Legends of Tomorrow, se estrenó en enero de 2016.
En julio de 2019, se anunció que Routh volvería a interpretar su papel de Clark Kent / Superman en el crossover del Arrowverse «Crisis on Infinite Earths» del 2019 - 2020 afectado por eventos adaptados de la historia de Kingdom Come. Su traje también se basará en el usado por la versión de la historia del personaje. Al mes siguiente, se anunció que Routh partiría Legends of Tomorrow como una serie regular durante la quinta temporada.
En 2021, fue anunciado que Routh regresaría al Arrowverso en la octava temporada de The Flash.

### Vida personal
Routh ha estado saliendo con la actriz Courtney Ford. Los dos se conocieron cuando Routh trabajaba de camarero. Routh y Ford viven en Los Ángeles desde el 2006, ambos aparecieron en la película corta Denial, la cual se exhibió en el festival de cine de Las Vegas. Están casados desde 2007. En 2012 Routh anunció que iba a ser padre de un hijo llamado Leo James. Ha conocido al actor Kal Penn, una coestrella en Superman Returns, por varios años durante el tiempo que vivió en Los Ángeles.
La hermana de Routh, Sara, tiene una canción titulada "You're Never Gone" en Sound of Superman, el disco compañero de la banda sonora de la película.
Routh también es un fanático y jugador del videojuego World of Warcraft.

## Filmografía

### Películas
| Año  | Título                                             | Rol                 | Notas              |
| ---- | -------------------------------------------------- | ------------------- | ------------------ |
| 2006 | Karla                                              | Tim Peters          |                    |
| 2006 | Denial                                             | Man                 | Cortometraje       |
| 2006 | Superman Returns                                   | Superman/Clark Kent |                    |
| 2006 | Look, Up in the Sky: The Amazing Story of Superman | Él mismo            | Documental         |
| 2008 | Fling                                              | James               | Coproductor        |
| 2008 | Zack and Miri Make a Porno                         | Bobby Long          |                    |
| 2009 | Life Is Hot in Cracktown                           | Sizemore            |                    |
| 2009 | Stuntmen                                           | Kirby Popoff        |                    |
| 2009 | Table for Three                                    | Scott Teller        |                    |
| 2009 | Kambakkht Ishq                                     | Él mismo            | Cameo              |
| 2009 | The Informers                                      | Bruce               | Escenas Eliminadas |
| 2010 | Miss Nobody                                        | Milo Beeber         |                    |
| 2010 | Unthinkable                                        | Agent Jackson       |                    |
| 2010 | Scott Pilgrim vs. the World                        | Todd Ingram         |                    |
| 2011 | Dylan Dog: Dead of Night                           | Dylan Dog           |                    |
| 2011 | Cost of Living                                     | Silus               | Cortometraje       |
| 2011 | Number Nine                                        | John                | Cortometraje       |
| 2012 | Crooked Arrows                                     | Joe Logan           |                    |
| 2014 | Missing William                                    | James Anderson      |                    |
| 2015 | 400 Days                                           | Capitán Theo Cooper |                    |
| 2016 | Lost in the Pacific                                | Mike                |                    |
| 2020 | Anastasia: Once Upon a Time                        | Nicolás II de Rusia |                    |

### Televisión
| Año           | Título                         | Rol                                       | Notas                                         |
| ------------- | ------------------------------ | ----------------------------------------- | --------------------------------------------- |
| 1999          | Odd Man Out                    | Connor Williams                           | Episode: "You've Got Female"                  |
| 2000          | Undressed                      | Wade                                      | 4 episodios                                   |
| 2000          | Gilmore Girls                  | Party Guy at Concert                      | Episode: "Concert Interruptus"                |
| 2001 - 2002   | One Life to Live               | Seth Anderson                             | Recurrente                                    |
| 2003          | Cold Case                      | Joven Henry Phillips                      | Episode: "A Time to Hate"                     |
| 2004          | Will & Grace                   | Sebastian                                 |                                               |
| 2004          | Oliver Beene                   | Brian                                     |                                               |
| 2005          | Awesometown                    | Agente Dino Wong                          | Television short                              |
| 2006          | The Batman                     | John Marlowe/Everywhere Man               | Episodio: "The Everywhere Man", Voz           |
| 2008          | Fear Itself                    | Bobby                                     |                                               |
| 2010 - 2011   | Chuck                          | Agente Daniel Shaw                        |                                               |
| 2012 - 2013   | Partners                       | Wyatt                                     | 13 episodios                                  |
| 2013 - 2014   | Chosen                         | Max Gregory                               |                                               |
| 2013          | Newsreaders                    | Miles Van Cleef                           |                                               |
| 2014          | The Exes                       | Steve                                     | 2 episodios                                   |
| 2014          | Enlisted                       | Brandon Stone                             | 2 episodios                                   |
| 2014          | The Millers                    | Oficial Dixon                             |                                               |
| 2014          | The Nine Lives of Christmas    | Zachary Stone                             | Película para televisión                      |
| 2014 - 2020   | Arrow                          | Ray Palmer / Atom                         | 21 Episodios                                  |
| 2015          | Broken People                  | Slice                                     | Web series; 2 episodes                        |
| 2015 - 2022   | The Flash                      | Ray Palmer / Atom / Clark Kent / Superman | 5 episodios                                   |
| 2016 - 2021   | DC's Legends of Tomorrow       | Ray Palmer / Atom / Clark Kent / Superman | 76 episodios                                  |
| 2016          | Vixen                          | Ray Palmer / Atom                         | 3 episodios, Voz                              |
| 2016          | Lady Dynamite                  | Jack Tripper                              |                                               |
| 2017          | Vixen: The Movie               | Ray Palmer / Atom                         | Película para televisión                      |
| 2019          | Black-ish                      | Banner Copeland                           |                                               |
| 2019          | Are You Afraid of the Dark?    | Theo Coscarelli                           | Episodio: "Part Two: Opening Night"           |
| 2019          | Supergirl                      | Ray Palmer / Atom                         | Episodio: «Crisis on Infinite Earths» Parte 1 |
| 2019          | Batwoman                       | Ray Palmer / Clark Kent / Superman        | Episodio: «Crisis on Infinite Earths» Parte 2 |
| 2020          | Home Movie: The Princess Bride | Westley                                   | Episodio: "The Fire Swamp"                    |
| 2021-presente | The Rookie                     | Doug Stanton                              | Recurrente (temporada 3)                      |
| 2022          | Magic: The Gathering           | Gideon Jura                               | Voz                                           |

### Premios y nominaciones
| Año  | Premio                       | Categoría                                   | Película                    | Resultado |
| ---- | ---------------------------- | ------------------------------------------- | --------------------------- | --------- |
| 2006 | Golden Schmoes Awards        | Breakthrough Performance of the Year        | Superman Returns            | Nominado  |
| 2006 | Scream Awards                | Best Superhero                              | Superman Returns            | Ganador   |
| 2006 | Scream Award                 | Breakout Performance                        | Superman Returns            | Nominado  |
| 2006 | ShoWest Award                | Male Star of Tomorrow                       | Superman Returns            | Ganador   |
| 2006 | Premios Teen Choice Awards   | Choice Movie: Breakout Actor                | Superman Returns            | Nominado  |
| 2006 | Premios Teen Choice Awards   | Choice Movie: Chemistry (con Kate Bosworth) | Superman Returns            | Nominado  |
| 2006 | Premios Teen Choice Awards   | Choice Movie: Rumble                        | Superman Returns            | Nominado  |
| 2006 | Saturn Award                 | Rising Star Award                           | Superman Returns            | Ganador   |
| 2007 | Saturn Award                 | Mejor actor                                 | Superman Returns            | Ganador   |
| 2007 | Empire Awards                | Best Male Newcomer                          | Superman Returns            | Ganador   |
| 2010 | IGN Summer Movie Awards      | Best TV Villain                             | Chuck                       | Ganador   |
| 2010 | Detroit Film Critics Society | Best Ensemble                               | Scott Pilgrim vs. the World | Nominado  |
| 2011 | Scream Awards                | Best Villain                                | Scott Pilgrim vs. the World | Nominado  |
| 2019 | Premios Teen Choice Awards   | Choice TV Actor: Action                     | DC's Legends of Tomorrow    | Nominado  |